# Comptoir de l’Industrie
Le Comptoir de l’Industrie est un monument architectural construit en 1922 au 6-12, rue Cérès à Reims.

## Histoire

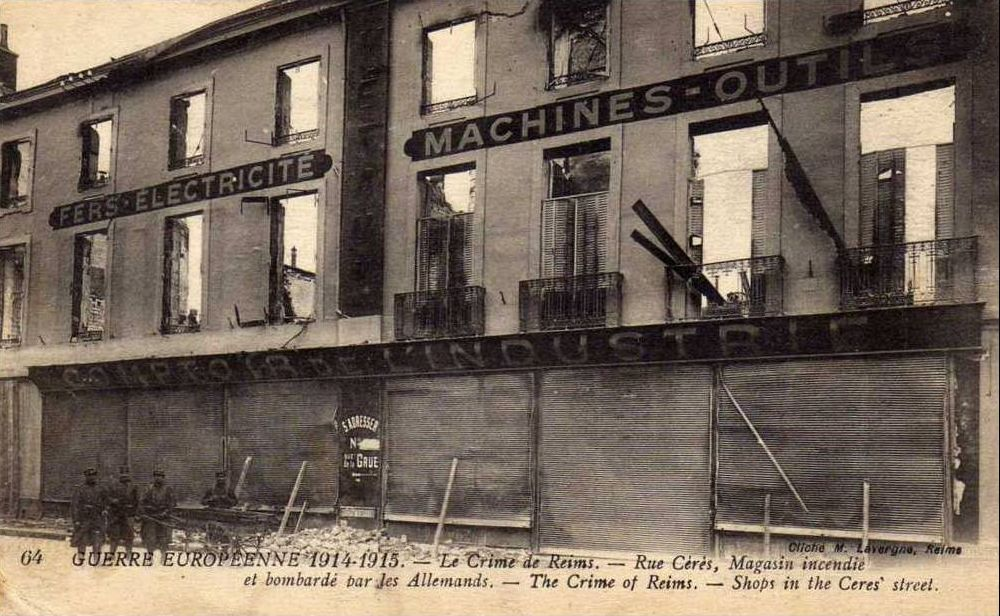
Reims en 1914, rue Cérès un magasin incendié.

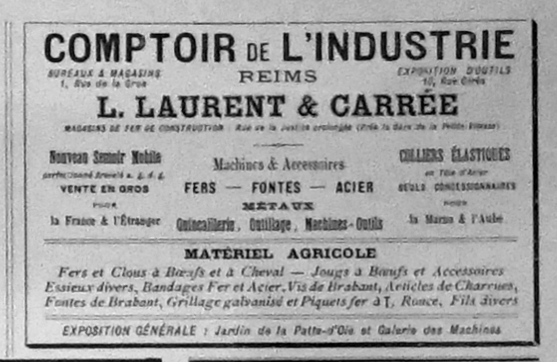
Publicité du XIXe siècle.

Crée en 1870, le comptoir de l'industrie, Maison L.Laurent et Carrée, était un fournisseur pour l'industrie. Le quartier a été détruit, pendant la Première Guerre mondiale, lors du bombardement du 19 septembre 1914. Des autochromes réalisés par le photographe Fernand Cuville montrent les ruines de l'édifice en 1917,
Elle a été reconstruite en 1922.
Après guerre, il était un dépôt et agence des aciéries de Longwy où la clientèle peut trouver tous les produits métallurgiques d'usage courant mais aussi les produits transformés (acier et métaux), à côté des aciers de construction, des ronds pour béton armé, et des tôles de toutes sortes, on y trouve, par exemple, les tubes en acier avec leurs brides, raccords et accessoires divers, les fils, pointes et grillages, les fontes de canalisation, etc.
Le bâtiment a abrité un temps les Magasins Réunis.
C'est actuellement, pour la plus grande partie de l'établissement, une résidence pour personnes âgées, Hotelia jusqu'en 2010, résidence Korian aujourd'hui. La façade d'origine a été conservée. Une partie de l'établissement du comptoir de l'industrie est utilisé par la ville de Reims et est accessible par la rue de la Gabelle.

## Style

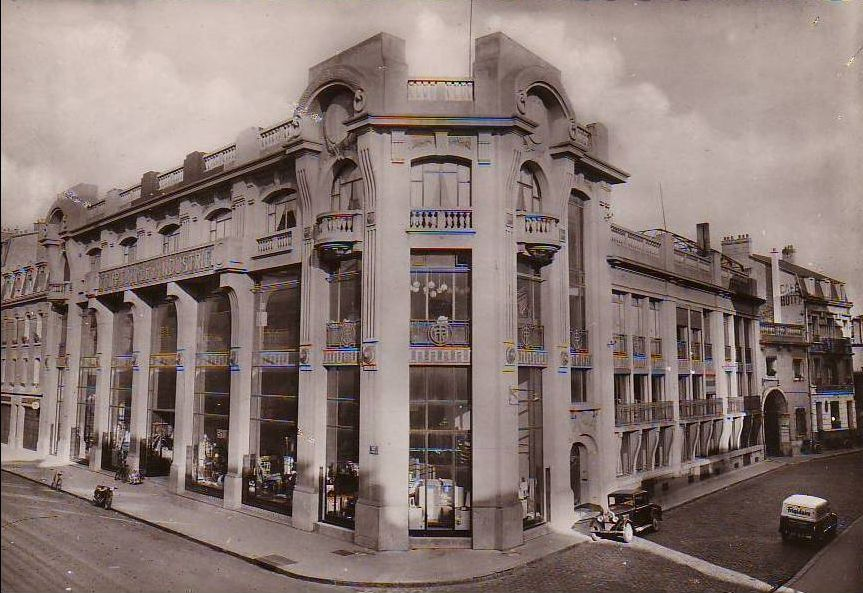
Le Comptoir de l’Industrie en 1930.
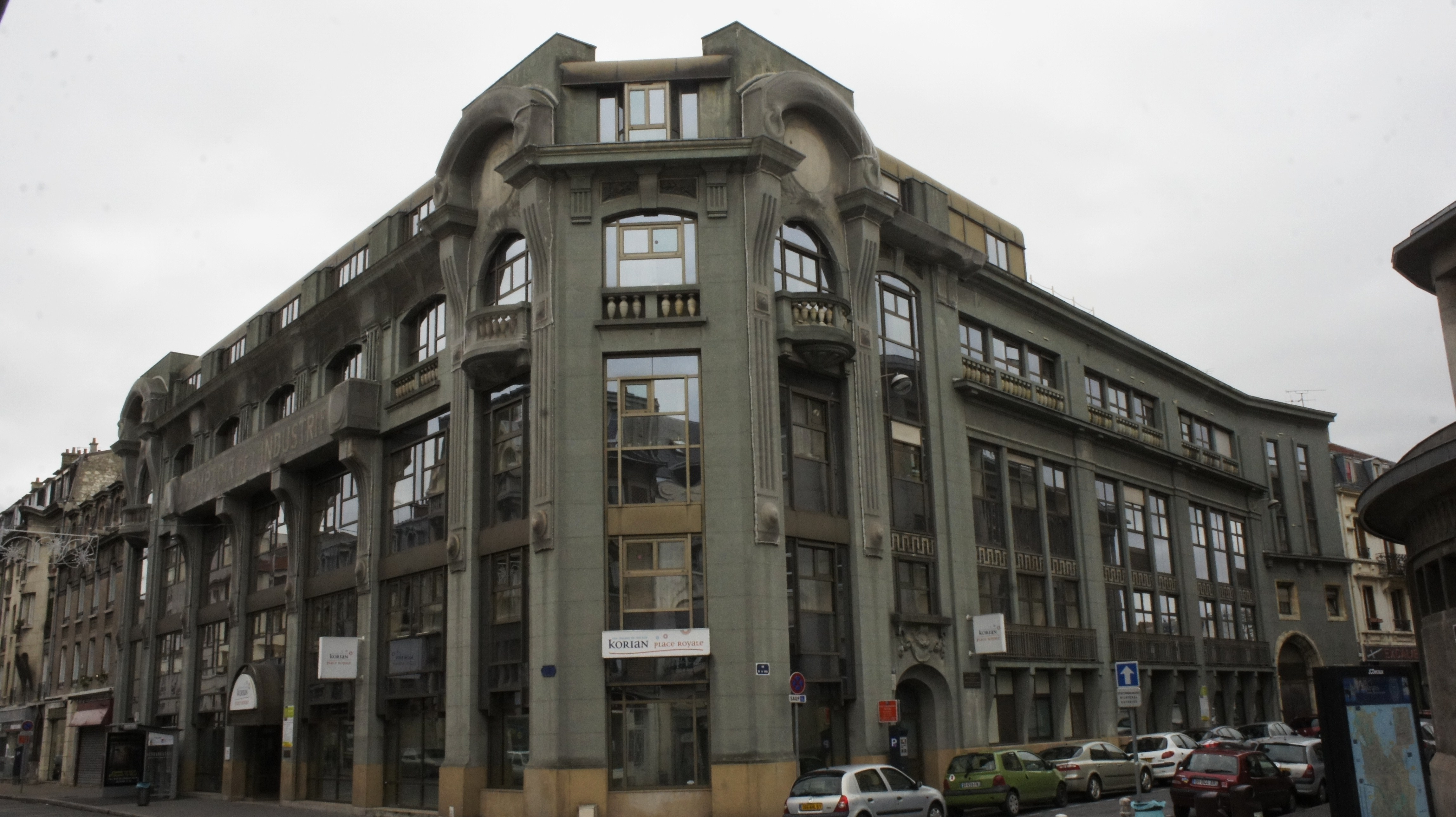
La façade avant rénovation.
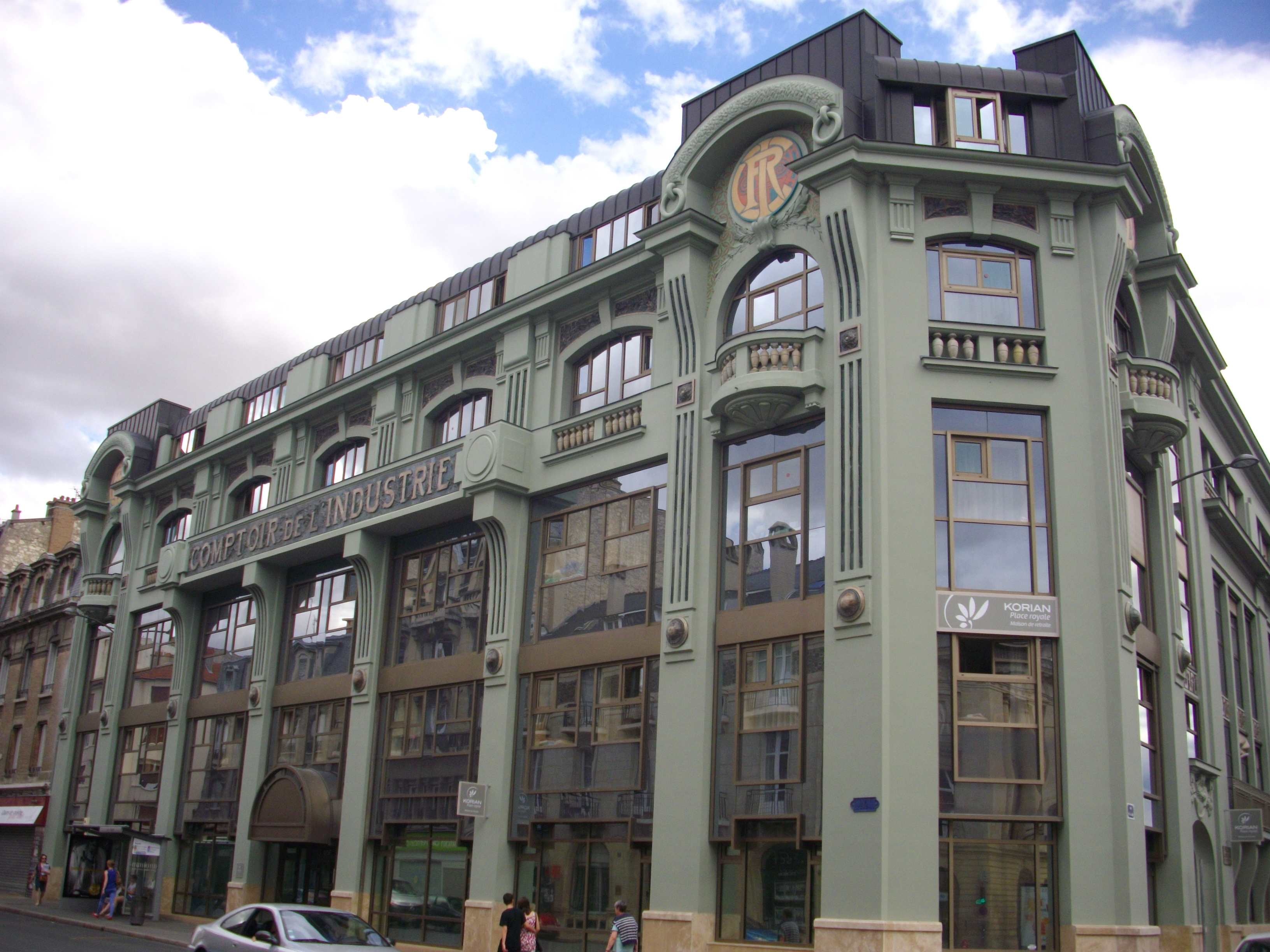
La façade actuelle, la rue de la Grue sur la droite.
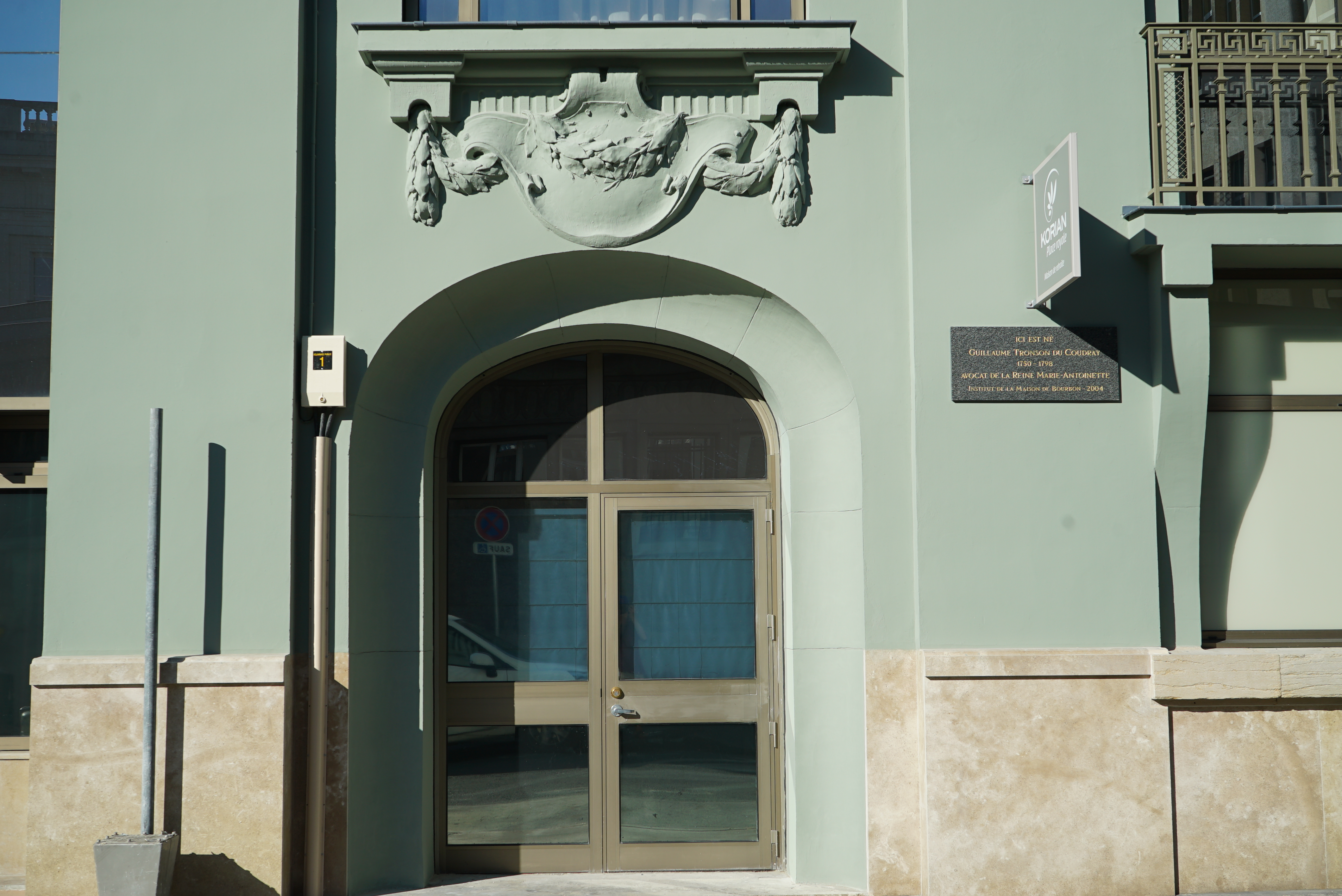
Porte avec mémorielle pour Tronson du Coudray.

Art nouveau tardif, version École de Nancy, assagi, réminiscences de l’Art nouveau du début du siècle.
Bien que le style Art nouveau ait été peu courant à Reims plusieurs architectes restent dans la tradition de cette école. La façade est verte avec des mosaïques. Les architectes Émile Thion et Marcel Rousseau réalisent dans ce style le Comptoir de l’Industrie et le cinéma Opéra, rue de Thillois à Reims.